# Банні Лейк зникла
«Банні Лейк зникла» (англ. Bunny Lake Is Missing) — британський детективний фільм-трилер 1965 року, поставлений режисером Отто Премінґером за однойменним романом 1957 року Мерріам Моделл, що пише під псевдонімом Евелін Пайпер.

## Сюжет
1960-і роки. Молода американка Енн Лейк, що нещодавно переїхала з Нью-Йорка до Лондона, вперше відводить в садок чотирирічну дочку Фелішу, яку зве Зайчиком. Енн живе без чоловіка — з братом, журналістом на ім'я Стівен. Цього дня Стівен порається після переїзду і Енн знаходить його в їхній новій квартирі. Вона знайомиться з домовласником, самовдоволеним ексцентриком, який пише книги і працює на «BBC». Він ― еротоман, на дозвіллі збирає маски і дивні предмети; наприклад, прут, що нібито належав маркізові де Саду. Нарешті, пополудні Енн йде забирати Зайчика зі школи. Але дівчинки ніде немає. Ніхто не може згадати її в метушні першого учбового дня. Енн дзвонить Стівену, той приїжджає, і вони разом обшукують школу вздовж і поперек. На останньому поверсі живе міс Форд, засновниця школи, нині — пенсіонерка. Вона пише книгу про дитячу уяву і записує на магнітофон оповідання про дитячі кошмари. Ця дивачка абсолютно марна для Енн і Стівена. Стівен викликає поліцію.
Прибувши на місце, інспектор Ньюхаус намагається представити себе на місці дитини. Він розмовляє з Енн в дільниці, потім вирушає з нею в нову квартиру; усі сліди дитини — особисті речі, іграшки, паспорт, фотографії — зникли. Ньюхаус просить Енн скласти список людей, що бачили Зайчика. Енн, приголомшена цим кошмаром наяву тепер розуміє, що інспектор ставить під питання саме існування дівчинки. Ньюхаус розпитує міс Форд, і та говорить, що Стівен розповів їй, ніби в дитинстві Енн придумала собі уявну подружку, яку звала Зайчиком. Міс Форд здивована, що Стівен більше турбується за свою сестру, чим за дитину.
Вечоріє. У архівах не виявлено слідів від чека, який прислав Стівен за навчання Зайчика. Інспектор допитує Стівена і помічає розбіжності з розповіддю міс Форд. Міс Форд називає Стівена брехуном. Стівен в роздратуванні оголошує, що відтепер шукатиме дівчинку сам. Інспектор відводить Енн до пабу, щоб вона хоч трохи поїла, і продовжує її розпитувати. Вона говорить, що Стівен пропонував їй зробити аборт, але вона відмовилася. Вона не вийшла заміж за батька дитини просто тому, що не любила його. З'являється Стівен. Він стверджує, що інспектор перевищив повноваження, влаштувавши обшук в їхній квартирі і втершись у довіру до Енн, і вступає з ним в перестрілку. Трохи пізніше він говорить Енн, що призначив зустріч з приватним детективом.
Енн знаходить квитанцію з майстерні, куди вона віддала на лагодження ляльку Зайчика. Вона бачить в цьому безперечний доказ того, що дівчинка існувала насправді. Незважаючи на пізню годину, вона мчиться на таксі в майстерню, і майстер повертає їй ляльку. Стівен стежив за нею: він спалює ляльку і глушить Енн, а потім відвозить її до лікарні, де говорить лікарям, що його сестра марить про уявну дитину. Серед ночі Енн опам'ятовується, втікає з лікарні (про що сповіщають інспектора Ньюхауса) і повертається в старий будинок, де жила раніше з братом. Вона бачить, як Стівен зариває в саду особисті речі Зайчика. Стівен витягує дівчинку з багажника машини, де та пролежала весь цей час, приспана ним. Він знімає краватку і, судячи з усього, збирається задушити дитину. Енн намагається достукатися до його затуманеного розуму і для цього говорить з ним, як маленька дівчинка, що грала з ним у дитинстві. Її спроба вдається. Щоб виграти час, Енн втягує брата в улюблену дитячу гру — піжмурки. Енн хоче заховати Зайчика в оранжереї, але Стівен помічає і відбирає в неї дитину. Енн сідає на гойдалку і просить брата розгойдати. Той розгойдує її з наростаючою люттю. Тут з'являються поліція та інспектор. Енн кидається до дочки і відводить її. «Спіть спокійно, оскльки ви тепер існуєте», — говорить інспектор.

## У ролях

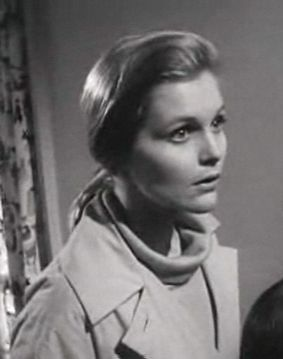
Керол Лінлі у кадрі з фільму

| • Керол Лінлі    | … | Енн Лейк               |
| • Кейр Дуллеа    | … | Стівен Лейк            |
| • Лоуренс Олів'є | … | суперінтендант Ньюхаус |
| • Люсі Менгейм   | … | Кук                    |
| • Ноель Кауард   | … | Вілсон                 |
| • Дельфі Лоуренс | … | перша мати в школі     |
| • Мартіта Гант   | … | Ада Форд               |
| • Анна Мессі     | … | Ельвіра                |
| • Джилл Мелфорд  | … | вчителька              |
| • Віктор Меддерн | … | водій таксі            |
| • Клайв Ревілл   | … | Ендрюс                 |
| • Фінлі Каррі    | … | лялькар                |
| • Люсі Маннгайм  | … | кухарка                |
| • Мег Дженкінз   | … | сестра                 |
| • Едріенн Коррі  | … | Дороті                 |

## Виробництво
Знімальна група
- Автор сценарію — Джон Мортімер, Пенелопа Мортімер за романом «Банні Лейк зникла» (англ. Bunny Lake Is Missing, 1957) Мерріам Моделл (під псевдонімом Евелін Пайпер)
- Режисер-постановник — Отто Премінґер
- Продюсер — Отто Премінґер
- Асоційований продюсер — Мартін С. Шют
- Оператор — Деніс Н. Куп
- Композитор — Пол Гласс
- Монтаж — Пітер Торнтон
- Художник-постановник — Дональд М. Ештон
- Художник по костюмах — Гоуп Брюс
- Художник-декоратор — Скотт Слімон, Елвін Вебб
- Підбір акторів — Джеймс Ліггат

Сценарій фільму був написаний подружньою парою Мортімерів: Джоном і Пенелопою. Премsнгер з давніх пір хотів поставити фільм за романом Пайпер, але не знаходив схвалення у продюсерів великих компаній, оскільки вирішив змінити ключові сюжетні ходи, перенести місце дії роману з Нью-Йорка до Лондона: «Я не намагався відтворити лондонську атмосферу… два американці ізольовані. Немає ні друзів, ні знайомих з минулого, що було краще для саспенса» — говорив він. Як майстерня для ляльок був використаний музей ляльок Баррі Елдлера в Гаммерсміті, як дитячий садочок — школа Літл-Піплз-гарден в Гампстеді, а будинок на Фрогмор-енд у реальності є будинком актора Джеральда дю Мор'є, батька письменниці Дафни Дюмор'є.
Продюсери наполягали на тому, щоб роль Енн зіграла Джейн Фонда що набирала тоді кар'єрні оберти, яка сама дуже хотіла спробувати себе в цьому образі. Премінґер віддав перевагу менш відомій моделі Керол Лінлі.
Зйомки чергового детектива Премінґера супроводжувалися скандалами і сварками, Лоуренс Олів'є вкрай несхвально відзивався як про свою роль, так і по режисера, назвавши його «деспотичним егоїстом» і «справжнім задиракою». Олив'є також не подобалося те, що Премінґер знімає його абсолютно без гриму. Біограф Олів'є Ентоні Голден писав:
|  | Один з юних членів знімальної групи із вдячністю згадував Олів'є, який, хоч і страждав під час зйомок від подагри, втрутився якось, [сказавши Премінґеру]: "Хотілося б, старий, щоб ти не кричав на дітей". |

Ноел Кауард свою роль серйозно також не сприймав. Родді Макдавеллу він розповідав: «Я граю престарілого, п'яного, педерастичного мазохіста, і я абсолютно не в настрої вислуховувати дотепи про те, що мені дали відповідну роль [у реальному житті Кауард був гомосексуалом]».
Напружена обстановка на знімальному майданчику і бажання Премінґера змінити ключові сюжетні ходи роману привело до негативного сприйняття фільму критиками і глядачами, порівнюючих «Банні» з хічкоківським «Психо» не на користь першого. Премінґер визнавав свою творчу невдачу та до кінця життя вважав фільм найгіршим у своїй кар'єрі. З часом, після кончини режисера, у стрічки з'явилися прихильники, що вихваляли достоїнства фільму, а сама вона стала культової.
З фільмом нерозривно пов'язана рок-група The Zombies: у титрах її членів вказують як виконавців ролей, а три їхні пісні — Nothing's Changed, Remember You и Just Out of Reach — чутні на задньому плані.

## Аналіз
Незважаючи на інтригуючий синопсис і рекламну кампанію, фільм провалився у прокаті і був негативно сприйнятий кінопресою того часу. Критики відмічали, що Премінґер даремно витрачає таланти Олів'є і Кауарда, віддаючи найбільшу частину екранного часу молоді — Лінлі та Дуллі. Нині стрічка вважається культовою, особливо славляться вступні титри Сола Басса і незвичайна операторська робота Деніса Купа.
Фільм починається найгіршим кошмаром, який тільки може уявити собі будь-який батько, — пропажею дитини. Поступово сюжетна лінія перетворюється на психологічне мінне поле, ілюзії і реальність в якому перемішані. Як і «Фотозбільшення» Мікеланджело Антоніоні, що вийшло роком опісля, основна подія, що приводить в рух увесь нарратив, існує тільки в голові протагоніста.
Енциклопедія AllMovie відмічає вибір Лінлі на роль змученої молодої блондинки як явну данину Гічкоку. Проте, на відміну від іменитого майстра саспенса, що вважав за краще створювати свої фільми, привертаючи увагу глядачів до фізичних об'єктів, Премінґер затягує будь-яку можливу сцену: кожен кадр здається занадто довгим, кожне мовчання — занадто тривалим, а кожен персонаж зловживає своєю можливістю розмовляти.

## Нагороди
- 1966 — номінація на премію Едгара Аллана По як найкращому детективному фільму року.
- 1967 — дві номінації на премію Британській кіноакадемії: найкраща операторська робота (Деніс Н. Куп), найкраща робота художника-постановника (Дональд М. Ештон).